# Pignatta
La Pignatta es una forma de cocido típica de la cocina italiana. Diversos platos de origen medieval en la cocina italiana poseen la denominación pignatta. La denominación pignata hace referencia igualmente al recipiente en forma de olla de terracota donde se elabora el plato, esta denominación polisémica es similar a la olla y paella españolas, al tajine marroquí, etc. La denominación aparece en numerosos tratados de cocina italianos del siglo XVI mencionando indistintamente tanto el recipiente como la preparación culinaria. Es considerada también en algunos textos como una unidad de medida de volumen, empleada en farmacia (ya en desuso).